# Moldavia en los Juegos Paralímpicos de Pekín 2008
Moldavia estuvo representada en los Juegos Paralímpicos de Pekín 2008 por una deportista femenina. El equipo paralímpico moldavo no obtuvo ninguna medalla en estos Juegos.